# スキーパラダイス
スキーパラダイス（欧字名:Ski Paradise、1990年5月12日 - 不明）はアメリカ合衆国で生産されたフランスの競走馬。日本の武豊が騎乗してムーラン・ド・ロンシャン賞、京王杯スプリングカップを優勝した。

## 経歴

### 出生
父リファールは大種牡馬。母スキーゴーグルは社台ファームがかつてアメリカ合衆国で所有していたフォンテンブローファームの生産でエイコーンステークス優勝馬。スキーゴーグルは社台ファームが売却した後もフォンテンブローファームに残り、スキーパラダイスや半弟のスキーキャプテンを産んだ。他の兄弟も半兄スキーチャンプは5月25日大賞典（亜G1）優勝馬、半兄スキーチーフはプティクヴェール賞（仏G3）優勝馬、さらにはスキーワールド、バーボンカントリー、コールドビッドなどの兄弟がいる名繁殖牝馬である。馬主は社台ファームの吉田善哉→吉田照哉。

### 競走馬時代
フランスの名調教師アンドレ・ファーブルの元でデビュー。1992年の2歳時は、デビュー4戦目で初勝利をあげる。
明けて3歳時は緒戦の準重賞で連勝。次走のプール・デッセ・デ・プーリッシュ（仏G1）も2着に健闘すると、続くサンドリンガム賞（仏G3）、アスタルテ賞（仏G3）と連勝。その後はマイルG1路線を進むもジャック・ル・マロワ賞（仏G1）、ムーラン・ド・ロンシャン賞（仏G1）、フォレ賞（仏G1）といずれも2着、アメリカに遠征してのブリーダーズカップ・マイル（米G1）も2着でシーズンを終える。この年は8戦3勝。
古馬となった1994年の4歳時は緒戦に中央競馬の京王杯スプリングカップ（JRAGII、安田記念の前哨戦）を選択。これ以降中央競馬の武豊が主戦騎手となる。京王杯は1番人気に応え優勝、4着まで外国馬が独占したものの、本番の安田記念 (JRAGI) ではスキーパラダイスは16kgの体重増での出走で5着に終わり、他の外国馬も3着が最高であった。その後はフランスに戻るも武が続けて騎乗。アスタルテ賞（仏G3）2着、ジャックルマロワ賞（仏G1）5着ののち、ムーランドロンシャン賞（仏G1）で初のG1競走優勝。日本人騎手による海外G1競走初優勝でもあった。その後もクイーンエリザベス2世ステークス（英G1）4着、フォレ賞（仏G1、ティエリ・ジャルネ騎乗）5着、ブリーダーズカップ・マイル（米G1）10着を最後に引退。この年8戦2勝。

### 繁殖牝馬時代
引退後は日本に輸入され、繁殖牝馬としてGII・阪神牝馬ステークス優勝のエアトゥーレ、GII・フローラステークス3着のアスピリンスノーなどを輩出。エアトゥーレは皐月賞優勝のキャプテントゥーレなど、重賞馬4頭を輩出した。また第一子のアグネスショコラ（父：サンデーサイレンス）は、統一JpnII・兵庫チャンピオンシップを制したゴールデンチケットを送り出した。
2009年以降は流産と不受胎が続き、2011年11月1日をもって用途変更となる。その後の動向は不明。

## 繁殖成績
|       | 生年   | 馬名                   | 性 | 毛色   | 父                 | 馬主                         | 厩舎                           | 戦績       | 出典  |
| ----- | ------ | ---------------------- | -- | ------ | ------------------ | ---------------------------- | ------------------------------ | ---------- | ----- |
| 初仔  | 1996年 | アグネスショコラ       | 牝 | 黒鹿毛 | サンデーサイレンス | 渡辺孝男                     | 栗東・森秀行                   | 9戦2勝     | [ 2 ] |
| 2番仔 | 1997年 | エアトゥーレ           | 牝 | 芦毛   | トニービン         | （株）ラッキーフィールド     | 栗東・森秀行                   | 24戦6勝    | [ 3 ] |
| 3番仔 | 2001年 | スキーパラダイスの2001 | 牡 | 鹿毛   | エリシオ           |                              |                                | （未出走） | [ 4 ] |
| 4番仔 | 2002年 | アスピリンスノー       | 牝 | 鹿毛   | エルコンドルパサー | 吉田千津                     | 栗東・森秀行                   | 21戦3勝    | [ 5 ] |
| 5番仔 | 2004年 | フレジェール           | 牝 | 鹿毛   | アグネスタキオン   | 吉田照哉                     | 栗東・藤岡健一                 | 15戦2勝    | [ 6 ] |
| 6番仔 | 2006年 | サトノパラダイス       | 牡 | 芦毛   | タイキシャトル     | 里見治                       | 西脇・田中道夫 →美浦・藤沢和雄 | 4戦2勝     | [ 7 ] |
| 7番仔 | 2008年 | プランスデトワール     | 牡 | 芦毛   | ディープインパクト | 山本英俊 →岡林英雄 →松本忠正 | 美浦・藤沢和雄 →高知・松木啓助 | 48戦4勝    | [ 8 ] |

## 主要なファミリーライン
「f」は「filly（牝馬）」の略、「c」は「colt（牡馬）」の略。太字はGI級競走優勝馬。#は重賞競走優勝馬。
- スキーパラダイス 1982 f
  - アグネスショコラ 1996 f
    - ゴールデンチケット# 2006 c（3勝、兵庫CS優勝、ジャパンダートダービー、ジャパンCダート3着）
    - ロワジャルダン# 2011 c（6勝、みやこS優勝）
    - ショコラブラン 2012 c（6勝、オープン1勝、北海道スプリントC2着）

  - エアトゥーレ# 1997 f（6勝、阪神牝馬S優勝、モーリス・ド・ゲスト賞2着）
    - アルティマトゥーレ# 2004 f（7勝、セントウルS、シルクロードS優勝）
      - アルティマブラッド 2012 f（6勝、オープン1勝）
        - イーグルノワール# 2021 c（3勝、兵庫ジュニアGP優勝）

    - キャプテントゥーレ 2005 c（5勝、皐月賞優勝、他重賞3勝）
    - クランモンタナ# 2009 c（7勝、小倉記念優勝）
    - コンテッサトゥーレ 2012 f（2勝、紅梅ステークス優勝、桜花賞3着）
    - シルヴァーソニック# 2016 c（6勝、ステイヤーズS、レッドシーターフH優勝）

  - アスピリンスノー 2002 f（3勝、フローラS3着）
    - ソフトライム 2010 f
      - ペリエール# c（6勝、ユニコーンS、エルムS優勝）

## 血統表
| スキーパラダイスの血統（リファール系 / Pharos(Fairway) 5×5=6.25%（父内）） | スキーパラダイスの血統（リファール系 / Pharos(Fairway) 5×5=6.25%（父内）） | スキーパラダイスの血統（リファール系 / Pharos(Fairway) 5×5=6.25%（父内）） | （血統表の出典）  | （血統表の出典） |
| 父 Lyphard 1969 鹿毛                                                       | 父の父Northern Dancer 1961 鹿毛                                            | Nearctic                                                                   | Nearco            | Nearco           |
| 父 Lyphard 1969 鹿毛                                                       | 父の父Northern Dancer 1961 鹿毛                                            | Nearctic                                                                   | Lady Angela       |                  |
| 父 Lyphard 1969 鹿毛                                                       | 父の父Northern Dancer 1961 鹿毛                                            | Natalma                                                                    | Native Dancer     | Native Dancer    |
| 父 Lyphard 1969 鹿毛                                                       | 父の父Northern Dancer 1961 鹿毛                                            | Natalma                                                                    | Almahmoud         |                  |
| 父 Lyphard 1969 鹿毛                                                       | 父の母Goofed 1960 栗毛                                                     | Court Martial                                                              | Fair Trial        | Fair Trial       |
| 父 Lyphard 1969 鹿毛                                                       | 父の母Goofed 1960 栗毛                                                     | Court Martial                                                              | Instanteneous     |                  |
| 父 Lyphard 1969 鹿毛                                                       | 父の母Goofed 1960 栗毛                                                     | Barra                                                                      | Formor            | Formor           |
| 父 Lyphard 1969 鹿毛                                                       | 父の母Goofed 1960 栗毛                                                     | Barra                                                                      | La Favorite       |                  |
| 母 Ski Goggle 1980 芦毛                                                    | 母の父*ロイヤルスキー Royal Ski 1974 栗毛                                  | Raja Baba                                                                  | Bold Ruler        | Bold Ruler       |
| 母 Ski Goggle 1980 芦毛                                                    | 母の父*ロイヤルスキー Royal Ski 1974 栗毛                                  | Raja Baba                                                                  | Missy Baba        |                  |
| 母 Ski Goggle 1980 芦毛                                                    | 母の父*ロイヤルスキー Royal Ski 1974 栗毛                                  | Coz o'Nijinsky                                                             | Involvement       | Involvement      |
| 母 Ski Goggle 1980 芦毛                                                    | 母の父*ロイヤルスキー Royal Ski 1974 栗毛                                  | Coz o'Nijinsky                                                             | Gleam             |                  |
| 母 Ski Goggle 1980 芦毛                                                    | 母の母Mississippi Siren 1973 芦毛                                          | Delta Judge                                                                | Traffic Judge     | Traffic Judge    |
| 母 Ski Goggle 1980 芦毛                                                    | 母の母Mississippi Siren 1973 芦毛                                          | Delta Judge                                                                | Beautillion       |                  |
| 母 Ski Goggle 1980 芦毛                                                    | 母の母Mississippi Siren 1973 芦毛                                          | Cable Censor                                                               | Sailor            | Sailor           |
| 母 Ski Goggle 1980 芦毛                                                    | 母の母Mississippi Siren 1973 芦毛                                          | Cable Censor                                                               | New Lede F-No.3-l |                  |